# 4624 Stefani
4624 Stefani (1982 FV2) là một tiểu hành tinh vành đai chính được phát hiện ngày 23 tháng 3 năm 1982 bởi C. S. Shoemaker ở Palomar.